# Ideobisiinae
Sous-famille
Les Ideobisiinae sont une sous-famille de pseudoscorpions de la famille des Syarinidae.

## Distribution
Les espèces de cette sous-famille se rencontrent en Amérique, en Océanie, en Europe, en Asie et en Afrique.

## Liste des genres
Selon Pseudoscorpions of the World (version 3.0) :
- Alocobisium Beier, 1952
- Ideobisium Balzan, 1892
- Ideoblothrus Balzan, 1892
- Microblothrus Mahnert, 1985
- Nannobisium Beier, 1931

et décrit depuis :
- Lusoblothrus Zaragoza & Reboleira, 2012

## Publication originale
- Banks, 1895 : Notes on the Pseudoscorpionida. Journal of the New York Entomological Society, vol. 3, p. 1-13 (texte intégral).